# Magnolia kachirachirai
Magnolia kachirachirai là một loài thực vật có hoa trong họ Magnoliaceae. Loài này được (Kaneh. & Yamam.) Dandy mô tả khoa học đầu tiên năm 1927.